# 1855 en Grèce
Chronologie de la Grèce
- 1851
- 1852
- 1853
- 1854
- 1855
- 1856
- 1857
- 1858
- 1859

Cette page concerne les évènements survenus en 1855 en Grèce :

## Événement
- Joseph Colton, géographe et cartographe, réalise la carte colorée de la Grèce[1].

## Naissance
- Jacques Damala, acteur.
- Efgénios Christodoúlou (ru), évêque de l'Église orthodoxe de Constantinople, métropolite de Silivria , Ipertim et exarque de Thrace.
- Pávlos Koundouriótis, amiral et personnalité politique.
- Stéphanos Martzókis (el), poète.
- Fotiní Oikonomídou (el), poète et écrivaine.
- Eva Louisa Travers (d), écrivaine religieuse britannique.
- Nikólaos Triantaphyllákos, premier-ministre.
- Aléxandros Zaïmis, président de la république.

## Décès
- Geórgios Glarákis (el), personnalité politique.
- Livio Mariani (it), historien italien et personnalité politique.
- Dimítrios Papanikolís (el), officier de marine.
- Jacques Rizo-Rangabé (el), écrivain et philologue, traducteur de Virgile, Corneille, Racine et Voltaire en grec moderne.
- Kítsos Tzavélas, premier-ministre.